# Sportclub Preußen 06 Münster 1975-1976
Questa voce raccoglie le informazioni riguardanti lo Sportclub Preußen 06 Münster nelle competizioni ufficiali della stagione 1975-1976.

## Stagione
Nella stagione 1975-1976 il Preussen Munster, allenato da Detlev Brüggemann e Rudi Faßnacht, concluse il campionato di 2. Bundesliga al 3º posto. In Coppa di Germania il Preussen Munster fu eliminato al terzo turno dal Schwarz-Weiß Essen.

## Rosa
| N. |                     | Ruolo | Calciatore          |
| -- | ------------------- | ----- | ------------------- |
|    | Germania (bandiera) | P     | Dietmar Gielke      |
|    | Germania (bandiera) | P     | Manfred Recknagel   |
|    | Germania (bandiera) | P     | Gerhard Welz        |
|    | Germania (bandiera) | D     | Horst Angel         |
|    | Germania (bandiera) | D     | Rolf Grünther       |
|    | Germania (bandiera) | D     | Werner Huber        |
|    | Germania (bandiera) | D     | Karl Heinz Krekeler |
|    | Germania (bandiera) | D     | Dieter Meis         |
|    | Germania (bandiera) | D     | Hans-Werner Moors   |
|    | Germania (bandiera) | C     | Rolf Blau           |

| N. |                                 | Ruolo | Calciatore        |
| -- | ------------------------------- | ----- | ----------------- |
|    | Germania (bandiera)             | C     | Edmund Kaczor     |
|    | Germania (bandiera)             | C     | Wolfgang Loos     |
|    | Germania (bandiera)             | C     | Benno Möhlmann    |
|    | Germania (bandiera)             | A     | Eckhard Deterding |
|    | Germania (bandiera)             | A     | Werner Fuchs      |
|    | Bosnia ed Erzegovina (bandiera) | A     | Salem Halilhodžić |
|    | Germania (bandiera)             | A     | Klaus-Dieter Jank |
|    | Germania (bandiera)             | A     | Günter Karbowiak  |
|    | Germania (bandiera)             | A     | Bernd Kipp        |
|    | Germania (bandiera)             | A     | Horst Pleyer      |

## Organigramma societario
Area tecnica
- Allenatore: Rudi Faßnacht
- Allenatore in seconda:
- Preparatore dei portieri:
- Preparatori atletici:

## Calciomercato

### Sessione estiva
| Acquisti | Acquisti          | Acquisti      | Acquisti |
| R.       | Nome              | da            | Modalità |
| -------- | ----------------- | ------------- | -------- |
| C        | Edmund Kaczor     | Bayern Monaco |          |
| A        | Klaus-Dieter Jank | Stoccarda     |          |
| D        | Dieter Meis       | Gütersloh     |          |
| P        | Gerhard Welz      | Colonia       |          |

| Cessioni | Cessioni         | Cessioni  | Cessioni |
| R.       | Nome             | a         | Modalità |
| -------- | ---------------- | --------- | -------- |
| A        | Pedro Milasincic | Gütersloh |          |

### Sessione invernale
| Acquisti | Acquisti | Acquisti | Acquisti |
| R.       | Nome     | da       | Modalità |
| -------- | -------- | -------- | -------- |

| Cessioni | Cessioni | Cessioni | Cessioni |
| R.       | Nome     | a        | Modalità |
| -------- | -------- | -------- | -------- |

## Risultati

### 2. Bundesliga

#### Girone di andata
| Arbitro: | Burgers |

|                       |           |  |
| Tenbrink 80’ Paus 83’ | Marcatori |  |

| Arbitro: | Richter |

|                                                          |           |  |
| Kipp 8’, 41’, 64’ Grünther 32’ Pleyer 40’ Moors 70’, 72’ | Marcatori |  |

| Arbitro: | Kohnen |

|             |           |  |
| Schmitz 35’ | Marcatori |  |

| Arbitro: | Hennig |

|           |           |  |
| Moors 90’ | Marcatori |  |

| Arbitro: | Wuttke |

|                        |           |                       |
| Milasincic 8’ Blau 43’ | Marcatori | 46’ Hansen 67’ Demuth |

| Arbitro: | Raabe |

|                                                                 |           |            |
| Rehbach 15’ (rig.), 17’ (rig.) Klinge 48’, 57’, 83’ Ziegler 85’ | Marcatori | 26’ Pleyer |

| Arbitro: | Porta |

|                     |           |  |
| Blau 25’ Pleyer 75’ | Marcatori |  |

| Arbitro: | Hövel |

|                   |           |                |
| Abel 68’ Deus 79’ | Marcatori | 82’ Milasincic |

| Arbitro: | Fork |

|                |           |           |
| Hey 47’ (aut.) | Marcatori | 69’ Balke |

| Arbitro: | Basedow |

|                                       |           |                        |
| Nordmann 20’ Greif 51’ Mühlenberg 61’ | Marcatori | 44’ Moors 75’ Möhlmann |

| Arbitro: | Kopka |

|                                          |           |                      |
| Jank 39’ Moors 45’ Blau 50’ Möhlmann 81’ | Marcatori | 12’ John 65’ Hemfler |

| Arbitro: | Schön |

|                                |           |  |
| Bittlmayer 30’ Jakobs 69’, 81’ | Marcatori |  |

| Arbitro: | Sommershoff |

|                   |           |                    |
| Gerber 53’ (aut.) | Marcatori | 32’ (rig.) Pröpper |

| Arbitro: | Porta |

|                     |           |           |
| Wilbertz 90’ (rig.) | Marcatori | 65’ Fuchs |

| Arbitro: | Gathmann |

|                                                 |           |  |
| Fuchs 10’, 56’ (rig.) Moors 41’ (rig.) Blau 82’ | Marcatori |  |

| Arbitro: | Wahmann |

|          |           |  |
| Varga 2’ | Marcatori |  |

| Arbitro: | Waltert |

|                      |           |                |
| Moors 27’ Pleyer 86’ | Marcatori | 48’ Jendrossek |

| Arbitro: | Schütte |

|  |           |               |
|  | Marcatori | 87’ Deterding |

| Arbitro: | Meijerink |

|                           |           |            |
| Grünther 23’ Möhlmann 81’ | Marcatori | 90’ Linßen |

#### Girone di ritorno
| Arbitro: | Reichmann |

|                        |           |  |
| Deterding 34’ Blau 37’ | Marcatori |  |

| Arbitro: | Glasneck |

|                |           |                             |
| Koschinski 32’ | Marcatori | 51’ Kaczor 70’ (rig.) Fuchs |

| Arbitro: | Eschweiler |

|                                  |           |            |
| Deterding 25’ Kuballa 90’ (aut.) | Marcatori | 7’ Kuballa |

| Arbitro: | Barnick |

|                 |           |                              |
| Plaggemeyer 50’ | Marcatori | 28’, 38’ Möhlmann 44’ Kaczor |

| Arbitro: | Heitmann |

|  |           |                         |
|  | Marcatori | 36’ Deterding 73’ Moors |

| Arbitro: | Eggert |

|            |           |                         |
| Kaczor 59’ | Marcatori | 14’ Klinge 39’ Schonert |

| Arbitro: | Rieb |

|  |           |                     |
|  | Marcatori | 63’ Kaczor 85’ Blau |

| Münster 20 marzo 1976, ore 15:00 CET 27ª giornata | Preußen Münster | 0 – 0 referto | Westfalia Herne | Preußenstadion (11 000 spett.)\| Arbitro: \| Schütte \| |
| Arbitro:                                          | Schütte         |               |                 |                                                         |

| Arbitro: | Weiland |

|                                |           |                         |
| Gelsdorf 74’ (rig.) Lienen 86’ | Marcatori | 65’ Möhlmann 75’ Kaczor |

| Arbitro: | Kindervater |

|                            |           |  |
| Grünther 13’ Karbowiak 15’ | Marcatori |  |

| Arbitro: | Basedow |

|             |           |              |
| Liedtke 18’ | Marcatori | 64’ Grünther |

| Münster 1º maggio 1976, ore 15:00 CET 31ª giornata | Preußen Münster | 0 – 0 referto | TeBe Berlino | Preußenstadion (18 000 spett.)\| Arbitro: \| Ohmsen \| |
| Arbitro:                                           | Ohmsen          |               |              |                                                        |

| Arbitro: | Porta |

|  |           |         |
|  | Marcatori | 8’ Blau |

| Arbitro: | Meijerink |

|                              |           |          |
| Pleyer 83’, 87’ Möhlmann 90’ | Marcatori | 57’ Bone |

| Arbitro: | Ahlenfelder |

|             |           |                        |
| Hermann 72’ | Marcatori | 32’ Jank 71’ Deterding |

| Arbitro: | Eschweiler |

|                                                   |           |           |
| Kaczor 43’ (rig.) Jank 53’ Karbowiak 66’ Blau 69’ | Marcatori | 49’ Hartl |

| Arbitro: | Holste |

|           |           |                       |
| Krause 3’ | Marcatori | 45’ Jank 67’ Möhlmann |

| Arbitro: | Zittrich |

|                        |           |                          |
| Pleyer 6’ Krekeler 82’ | Marcatori | 20’ Rudloff 89’ Fortkord |

| Arbitro: | Holste |

|            |           |  |
| Ludwig 89’ | Marcatori |  |

### Coppa di Germania
| Münster 3 agosto 1975 Primo turno                                                                                       | Preußen Münster | 7 – 1 referto | SC Siemensstadt | Preußenstadion (800 spett.) |
| \| \| \| \| \| Blau 13’, 16’ Moors 33’ (rig.), 61’, 73’ (rig.) Milasincic 45’ Grünther 84’ \| Marcatori \| 43’ Trapp \| |                 |               |                 |                             |
| |                 |               |                 |                             |
| Blau 13’, 16’ Moors 33’ (rig.), 61’, 73’ (rig.) Milasincic 45’ Grünther 84’                                             | Marcatori       | 43’ Trapp     |                 |                             |

| Arbitro: | Wippker |

|          |           |  |
| Blau 69’ | Marcatori |  |

| Arbitro: | Boe |

|                        |           |                      |
| Möhlmann 6’ Kaczor 82’ | Marcatori | 48’ Bals 83’ Hörster |

| Arbitro: | Wohlfarth |

|                                      |           |                        |
| Fritsche 43’ Schulitz 67’ Zimmer 75’ | Marcatori | 41’ Blau 56’ Deterding |

## Statistiche

### Statistiche di squadra
| Competizione      | Punti | In casa | In casa | In casa | In casa | In casa | In casa | In trasferta | In trasferta | In trasferta | In trasferta | In trasferta | In trasferta | Totale | Totale | Totale | Totale | Totale | Totale | DR  |
| Competizione      | Punti | G       | V       | N       | P       | Gf      | Gs      | G            | V            | N            | P            | Gf           | Gs           | G      | V      | N      | P      | Gf     | Gs     | DR  |
| ----------------- | ----- | ------- | ------- | ------- | ------- | ------- | ------- | ------------ | ------------ | ------------ | ------------ | ------------ | ------------ | ------ | ------ | ------ | ------ | ------ | ------ | --- |
| 2. Bundesliga     | 49    | 19      | 12      | 6       | 1       | 42      | 15      | 19           | 8            | 3            | 8            | 23           | 27           | 38     | 20     | 9      | 9      | 65     | 42     | +23 |
| Coppa di Germania | -     | 3       | 2       | 1       | 0       | 10      | 3       | 1            | 0            | 0            | 1            | 2            | 3            | 4      | 2      | 1      | 1      | 12     | 6      | +6  |
| Totale            | 49    | 22      | 14      | 7       | 1       | 52      | 18      | 20           | 8            | 3            | 9            | 25           | 30           | 42     | 22     | 10     | 10     | 77     | 48     | +29 |

### Andamento in campionato
| Giornata  | 1  | 2 | 3  | 4 | 5  | 6  | 7  | 8  | 9  | 10 | 11 | 12 | 13 | 14 | 15 | 16 | 17 | 18 | 19 | 20 | 21 | 22 | 23 | 24 | 25 | 26 | 27 | 28 | 29 | 30 | 31 | 32 | 33 | 34 | 35 | 36 | 37 | 38 |
| --------- | -- | - | -- | - | -- | -- | -- | -- | -- | -- | -- | -- | -- | -- | -- | -- | -- | -- | -- | -- | -- | -- | -- | -- | -- | -- | -- | -- | -- | -- | -- | -- | -- | -- | -- | -- | -- | -- |
| Luogo     | T  | C | T  | C | C  | T  | C  | T  | C  | T  | C  | T  | C  | T  | C  | T  | C  | T  | C  | C  | T  | C  | T  | T  | C  | T  | C  | T  | C  | T  | C  | T  | C  | T  | C  | T  | C  | T  |
| Risultato | P  | V | P  | V | N  | P  | V  | P  | N  | P  | V  | P  | N  | N  | V  | P  | V  | V  | V  | V  | V  | V  | V  | V  | P  | V  | N  | N  | V  | N  | N  | V  | V  | V  | V  | V  | N  | P  |
| Posizione | 16 | 7 | 13 | 9 | 11 | 14 | 10 | 14 | 14 | 14 | 12 | 13 | 13 | 13 | 12 | 13 | 12 | 11 | 10 | 8  | 7  | 7  | 6  | 6  | 6  | 6  | 6  | 7  | 5  | 7  | 7  | 4  | 3  | 3  | 3  | 3  | 3  | 3  |

Legenda:

Luogo: C = Casa; T = Trasferta. Risultato: V = Vittoria; N = Pareggio; P = Sconfitta.

### Statistiche dei giocatori
| Giocatore      | 2. Bundesliga | 2. Bundesliga | 2. Bundesliga | 2. Bundesliga | Coppa di Germania | Coppa di Germania | Coppa di Germania | Coppa di Germania | Totale   | Totale | Totale      | Totale     |
| Giocatore      | Presenze      | Reti          | Ammonizioni   | Espulsioni    | Presenze          | Reti              | Ammonizioni       | Espulsioni        | Presenze | Reti   | Ammonizioni | Espulsioni |
| -------------- | ------------- | ------------- | ------------- | ------------- | ----------------- | ----------------- | ----------------- | ----------------- | -------- | ------ | ----------- | ---------- |
| H. Angel       | 11            | 0             | 1             | 0             | 1                 | 0                 | 1                 | 0                 | 12       | 0      | 2           | 0          |
| R. Blau        | 38            | 8             | 5             | 0             | 4                 | 4                 | 2                 | 0                 | 42       | 12     | 7           | 0          |
| E. Deterding   | 20            | 5             | 4             | 0             | 2                 | 1                 | 0                 | 0                 | 22       | 6      | 4           | 0          |
| W. Fuchs       | 33            | 4             | 5             | 0             | 3                 | 0                 | 0                 | 0                 | 36       | 4      | 5           | 0          |
| D. Gielke      | 8             | 0             | 0             | 0             | 1                 | 0                 | 0                 | 0                 | 9        | 0      | 0           | 0          |
| R. Grünther    | 38            | 4             | 9             | 0             | 4                 | 1                 | 1                 | 0                 | 42       | 5      | 10          | 0          |
| S. Halilhodžić | 1             | 0             | 1             | 0             | 1                 | 0                 | 0                 | 0                 | 2        | 0      | 1           | 0          |
| W. Huber       | 6             | 0             | 1             | 0             | 2                 | 0                 | 1                 | 0                 | 8        | 0      | 2           | 0          |
| K. Jank        | 24            | 4             | 1             | 0             | 3                 | 0                 | 0                 | 0                 | 27       | 4      | 1           | 0          |
| E. Kaczor      | 25            | 6             | 1             | 0             | 2                 | 1                 | 0                 | 0                 | 27       | 7      | 1           | 0          |
| G. Karbowiak   | 32            | 2             | 2             | 0             | 2                 | 0                 | 0                 | 0                 | 34       | 2      | 2           | 0          |
| B. Kipp        | 17            | 3             | 0             | 0             | 2                 | 0                 | 0                 | 0                 | 19       | 3      | 0           | 0          |
| K. Krekeler    | 35            | 1             | 1             | 0             | 4                 | 0                 | 0                 | 0                 | 39       | 1      | 1           | 0          |
| W. Loos        | 4             | 0             | 0             | 0             | 0                 | 0                 | 0                 | 0                 | 4        | 0      | 0           | 0          |
| D. Meis        | 32            | 0             | 5             | 0             | 3                 | 0                 | 0                 | 0                 | 35       | 0      | 5           | 0          |
| P. Milasincic  | 13            | 2             | 0             | 0             | 2                 | 1                 | 0                 | 0                 | 15       | 3      | 0           | 0          |
| H. Moors       | 35            | 8             | 3             | 0             | 3                 | 3                 | 0                 | 0                 | 38       | 11     | 3           | 0          |
| B. Möhlmann    | 38            | 8             | 2             | 0             | 4                 | 1                 | 0                 | 0                 | 42       | 9      | 2           | 0          |
| H. Pleyer      | 29            | 7             | 3             | 0             | 3                 | 0                 | 0                 | 0                 | 32       | 7      | 3           | 0          |
| M. Recknagel   | 6             | 0             | 1             | 0             | 1                 | 0                 | 0                 | 0                 | 7        | 0      | 1           | 0          |
| G. Welz        | 24            | 0             | 0             | 0             | 2                 | 0                 | 0                 | 0                 | 26       | 0      | 0           | 0          |